# Пляшева
Пляшева́ — село в Україні, у Демидівській селищній громаді Дубенського району Рівненської області. Населення становить 625 осіб. Орган місцевого самоврядування — Демидівська селищна рада.

## Географія

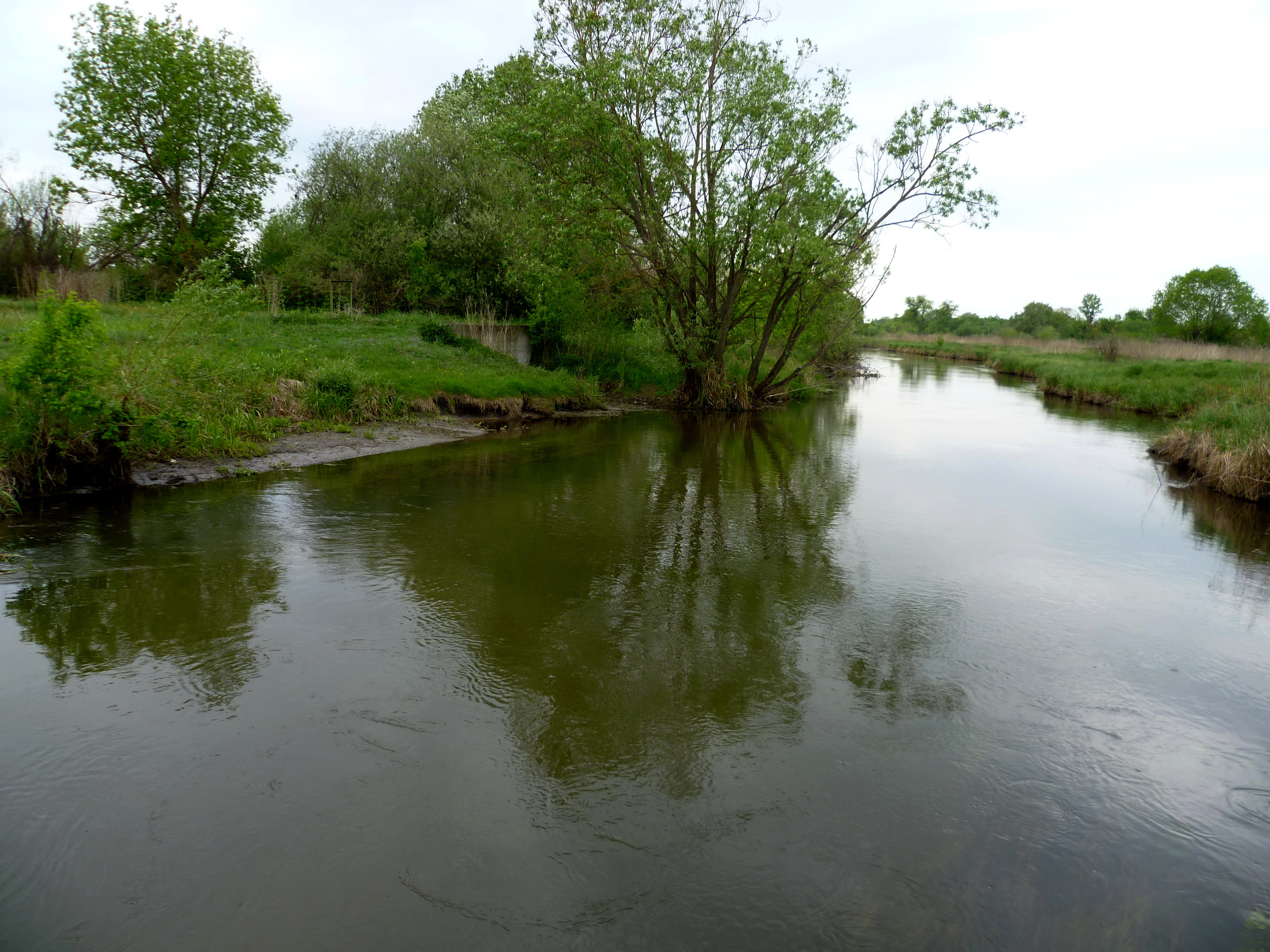
Річка Пляшівка

Село Пляшева лежить на річці Пляшівка, яка біля села впадає в річку Стир. Розташоване за 30 км на північ від Радивилова на Рівненщині, поруч із містом Берестечко, яке адміністративно належить до Волинської області.

## Історія

### До Першої світової війни
Праця «Історія міст і сіл Української РСР» подає першу письмову згадку про Пляшеву під 1545 роком. Проте в книзі «Крізь століття. Студії на пошану Миколи Крикуна з нагоди 80-річчя» Володимир Собчук описав історію шляхетського роду Лідихівських:
«13 лютого 1490 року або 1505 року Васько, Яцько (?), Дениско, Кузьмина вдова Сонька та син останньої Іванко Лідихівські…за згодою своїх сестер Олянки (?), Мотруші й Ганни, які держали від них у 30-ти копах широких грошів село Пляшева в Перемильському повіті, заставили цю огчину в тій самій сумі якомусь Сеньку Матвійовичу…»..
Ще одну дату, 1517 рік, зафіксовано в одному з документів литовської метрики: «Власник села, Павло Станіславович із Голятина, продав Пляшеву маршалку Богушу Боговитиновичу за сто кіп грошей».
В 1650 році села Пляшева та Солонів були зруйновані хоругвою князя Заславського, яка складалася з польської та волоської шляхти. На той час село належало графу Владиславу Лещинському.
1651 року під час національно-визвольної війни під проводом Б. Хмельницького поблизу села відбулася одна з найбільших битв у світі, відома під назвою Битва під Берестечком. Під час цієї трагічної битви загинуло понад 10 тис. козаків і селян.
З 1795 року Пляшева увійшла до Дубенського повіту Волинської губернії.
У 1861 році село належало поміщику Віктору Вітославському.
1873 року в Пляшеві була епідемія холери, а 1875 року селяни побудували каплицю Марії Магдалини, коштом місцевого мешканця Якова Лукацького.
Навесні 1885 року в Пляшеві спалахнула велика пожежа, згоріло 18 дворів. На той час у селі налічувалося 44 двори, в яких проживало 373 особи. Наприкінці ХІХ та початку ХХ століття власницею Пляшева та інших довколишніх сіл була поміщиця Анна Граббе, донька поета Хом'якова Олексія Степановича.
У 1906 році село належало до Теслугівської волості Дубенського повіту Волинської губернії. Відстань від повітового міста — 45 верст, від волості — 7. Дворів — 79, мешканців — 530.
У пам'ять про полеглих у Берестецькій битві козаків у 1910—1914 роках у Пляшеві на острові Журавлиха збудували храм-пам'ятник, куди перенесені рештки загиблих козаків і селян. У народі це місце назвали «Козацькі Могили».

### Перша світова війна
У середині 1916 року під час проведення наступальної операції Південно-Західного фронту російської армії проти австро-угорських і німецьких військ, яка увійшла в історію під назвою Брусиловський прорив, Пляшева опинилася в епіцентрі воєнних дій. У червні-липні 1916 року поблизу села відбувся бій між 101 та 10 піхотними дивізіями РІА та австрійськими і німецькими військовими частинами. З російського боку на цій ділянці фронту розташовувались позиції 101-ї (командир — генерал-лейтенант К. Л. Гільчевський) та 10-ї (командир — генерал-майор Д. М. Надьожний) піхотних дивізій, а з протилежного — 46-та ландверна стрілецька дивізія (46 SchD, командир — генерал-майор Август Урбанський).
До 3 липня 1916 року внаслідок частих штурмів передмостових укріплень австро-угорські війська були витіснені на лівий берег Стиру по лінії Липа — Вербень, а поблизу Пляшеви противники перебували на протилежних берегах Пляшівки. Відступаючи, австрійці підірвали мости через Стир біля сіл Гумнище та Перемиль.
7 липня генерал-лейтенант К. Л. Гільчевський очолив обидві російські дивізії з метою форсування Стиру. Зранку 7 липня російські війська здійснили переправу. Наступу передувала артилерійська підготовка. Легка артилерія пробивала проходи для піхоти у дротяних загородженнях, а важкі гармати та гаубиці обстрілювали дальні цілі. Важких втрат зазнала 101-ша піхотна дивізія, що наступала на ділянці між Вербнем та Пляшевою. Під її натиском близько 14 години австрійці почали відступати. О 17 годині дивізія дійшла до с. Старики біля містечка Берестечко. 404-й полк потрапив під сильний перехресний вогонь розташованої в районі Берестечко-Солонів-Острів австрійської артилерії. Піхота супротивника росіян перейшла в контратаку. Протягом короткого часу від шаленого вогню 404-й полк втратив 2100 солдатів і 32 офіцери. Командир полку полковник П. Я. Татаров був смертельно поранений шрапнеллю. Протягом ночі з 7 на 8 липня і на світанку 8 липня австрійці відступили на захід і південний захід на нові позиції на північ від с. Мерва. На світанку 8 липня передові роти і розвідники 403-го полку зайняли м. Берестечко і захопили міст через Стир біля с. Піски. 101-ша дивізія зазнала катастрофічних втрат — 66 % людського складу. Дивізія чисельністю 9000 вояків втратила близько 6000 вояків убитими і пораненими.
7 (20) листопада 1917 року, відповідно до Третього Універсалу Української Центральної Ради, увійшло до складу Української Народної Республіки.

### Часи Польщі
На початку січня 1918 року у Пляшеву ввійшли більшовики. Однак уже в лютому 1918 року в село знову вступили австро-угорські і німецькі війська. Та невдовзі, у березні 1919 року, у Пляшеву ввійшли поляки.
25 квітня 1920 року розпочалася Радянсько-польська війна. На початку серпня 1920 року біля Пляшеви відбувались бойові дії між більшовиками та польськими військами. 2 серпня 1920 року на ділянці Боремель — Берестечко річку Стир форсувала 14-та кавалерійська дивізія під командуванням Семена Будьонного.
За часів Польщі село було частиною Волинського воєводства, Дубенського повіту, Теслугівської гміни. 1923 року в Пляшеві було 96 будинків, 639 мешканців, з них українців — 637 осіб, поляків — 2. У 1936 році село мало назву Пляшова-Кролевська. До складу її громади входили: монастир Козацькі Могили, військова колонія з такою ж назвою та хутір Полики. Поблизу Пляшеви за часів Польщі була військова колонія Пляшева-Королевська. Ще й досі побутує серед жителів села топонім «Осада». У ній мешкали польські солдати, які відзначились у попередніх війнах. Налічувала колонія 11 господарств, а виникла на землях маєтку Анни Граббе. Осадники дістали 193 га землі. У селі Острів було 21 господарство поляків.

### Друга світова війна
У 1941 році поблизу Пляшеви був побудований аеродром. Участь у будівництві аеродрому брали мешканці Пляшеви. Робітники засипали нерівності, розкопували межі між земельними ділянками, на яких розміщувався аеродром. Будівництво було терміново закінчене 21 червня 1941 року, у той самий день на аеродром перебазували винищувачі МіГ-3. А вже зранку 22 червня відбулося два великі нальоти німецьких бомбардувальників на аеродром.

 У перші дні війни територія довкола Пляшеви була охоплена активними бойовими діями, зокрема в повітрі. За свідченнями місцевих мешканців, щонайменше три літаки розбилися в околицях села у цей час. У Пляшеву німецькі війська вступили 23 червня 1941 року. Зокрема, у журналі бойових дій 48 ТК (танкового корпусу) вермахту є запис:
«157-му розвідувальному батальйону (57-ма піхотна дивізія) ще о 21:00 вдається форсувати р. Стир в районі Пляшеви».
Село входило до ВО-2 «Богун» — воєнної округи УПА, яка була у складі УПА-Північ. За розповідями очевидців, очільниками УПА в Пляшеві були Невинні Нестор, Міхал і Сава. Неподалік від села є хрест на місці загибелі Казвана Дмитра — «Черника». Він був майором УПА, начальником штабу військової округи ВО «Богун». У повстанській газеті «Інформатор» зазначається, що «Черник» загинув у березні 1946 року на Дубенщині, заскочений зненацька більшовиками. У повоєнний період чимало селян були репресовані за участь у підпіллі чи за допомогу повстанцям.
У березні 1944 у районі Демидівки вів бойові дії 1-й гвардійський кавалерійський корпус. До кінця 15 березня 7-ма гвардійська кавалерійська дивізія повинна була вийти до Вербня, а потім захопити і потім втримувати переправу через Пляшівку в Пляшеві. З цими завданнями підрозділи не впорались, адже Пляшеву 19 березня 1944 року захопила 112-та стрілецька дивізія під командуванням полковника О. В. Гладкова. 18 березня 112-та стрілецька дивізія під командуванням полковника О. В. Гладкова вела важкі бої в районі Демидівки, а вже 19 березня у журналі бойових дій дивізії вказано, що до кінця дня передові частини дивізії (385-й стрілецький полк) вийшли до річки Пляшівки і закріпились на зайнятому рубежі. Частини дивізії перебували на зайнятих позиціях до 3 квітня 1944 року..
У 1944 році радянські війська знову почали використовувати аеродром, зроблений у червні 1941 року. Для забезпечення неперервної розвідки дій відступаючого противника 13.08.1944 на аеродром Берестечко перебазували ескадрилію винищувачів зі складу 513 ВАП (винищувальний авіаційний полк). На світанку 16 липня 1944 року 92 ГШАП (гвардійський штурмовий авіаційний полк) і 513 ВАП перебазувалися на аеродром Берестечко. 20 липня в другій половині дня з аеродрому Комарівка на аеродром Берестечко перебазувався 91 ГШАП. 23 липня на аеродром Берестечко перебазувалось управління 4 ГШАКД. Але вже 27 липня, у зв'язку пересуванням на захід лінії фронту, управління 4 ГШАКД, 91 та 92 ГШАП перебазувались на аеродром Недзьведня, а 513 ВАП — на аеродром Туринка.

### Радянські часи
У кінці 1988 року тодішня влада планувала підняти на 2 метри воду в Хрінницькому водосховищі. Якби це сталося, то виникла б загроза підтоплення історико-меморіального заповідника «Поле Берестецької битви». Проти цього плану піднялися небайдужі люди. У селі Пляшева місцевий голова сільради Трачук (Гончар) М. В. провів збори громадян, на яких увалили рішення заборонити цей проект. Проти необдуманих рішень виступили представники інтелігенції.
На початку червня 1989 року на території Козацьких Могил відбувся мітинг проти підтоплення національної святині. До Пляшевої прибула інтелегенція з міста Львова. З міста Берестечка рухалася колона людей (понад 100 осіб) під синьо-жовтими прапорами. Очолював колону відомий львівський письменник Роман Іваничук. Люди йшли з піднесенням і виконували пісню «Ой у лузі червона калина». На території заповідника відбувся мітинг, на якому виступили Роман Іваничук, Михайло Трачук (Гончар), секретар Червоноармійського (нині Радивилівського району) Юрчук Н. С. (була в українській вишиванці) та інші. Представники правоохоронних органів (а їх було чимало) не знали, що робити. Проте все вирішилося досить швидко. Зненацька настала сильна гроза і всі розійшлися. Це був перший мітинг у Рівненській області, який відбувся в с. Пляшева під національною символікою. Це був початок національного відродження в  краї.
Через тиждень 14 червня 1989 року до Пляшеви на острів Журавлиха, долаючи міліцейські перепони, прибув Василь Червоній зі своїми побратимами. На мітингу з десятками національних прапорів увалили рішення відродити святкування дев'ятої п'ятниці після Великодня як День пам'яті полеглих козаків під Берестечком. Через рік у червні 1990 року на Козацькі Могили прибуло близько 200 000 чоловік, серед них: Василь Червоній, Микола Поровський, Левко Лук'яненко, Валентин Мороз.
Найбільш масово відзначили Дев'яту п'ятницю в червні 1991 року. Тодішній Голова Верховної Ради Кравчук Л. М. під багатотисячні вигуки «Україні волю!» відкрив пам'ятник полеглим козакам (скульптор Анатолій Кущ). Відтоді в червневі дні в Пляшеву прибувають десятки тисяч патріотів, щоб вклонитися подвигові козаків під Берестечком.

### Незалежна Україна
12 червня 2020 року, відповідно до розпорядження Кабінету Міністрів України № 722-р від «Про визначення адміністративних центрів та затвердження територій територіальних громад Рівненської області», увійшло до складу Демидівської селищної громади Демидівського району.
19 липня 2020 року, в результаті адміністративно-територіальної реформи та ліквідації Демидівського району, село увійшло до складу Дубенського району.

## Населення

### Мова
Розподіл населення за рідною мовою за даними перепису 2001 року:
| Мова       | Кількість | Відсоток |
| ---------- | --------- | -------- |
| українська | 699       | 99.57%   |
| російська  | 3         | 0.43%    |
| Усього     | 702       | 100%     |

## Пам'ятки

### Свято-Георгіївський храм
Свято-Георгіївський храм-пам'ятник і Михайлівський храм 17 ст., який 1912 року був перенесений на Козацькі Могили з сусіднього с. Острова, тепер входять у відомий на весь світ духовно-меморіальний комплекс «Козацькі Могили» з діючим Свято-Георгіївським чоловічим монастирем та Національним історико-меморіальним заповідником «Поле Берестецької битви». Щороку село Пляшеву відвідує все більше туристів з усієї України та світу, зокрема Чехії та Канади.
4 серпня 2014 року архієпископ Рівненський і Острозький Іларіон звершив чин освячення новозбудованого скитського храму на честь Казанської ікони Пресвятої Богородиці Свято-Георгіївського чоловічого монастиря (Козацькі Могили).
Задум побудувати пам'ятник козакам, полеглим у Берестецькій битві, виник 1908 року з ініціативи монахів Почаївської лаври. Спорудження Георгіївського храму тривало від 1910 до 1914 років. Побудували його у стилі українського бароко, поширеного в Україні в XVII—XVIII століттях. Церква-пам'ятник не має аналогів. Вхід до храму водночас є іконостасом. Тому, коли щороку в дев'яту п'ятницю після Великодня вшановують загиблих козаків, молебень відбувається просто неба. Унікальність цієї святині полягає ще й у тому, що вона триярусна. Тобто має в собі три діючі церкви.
Основна — Георгіївська. Одна з головних святинь цього храму — ікона великомученика Георгія, написана на дереві. Другий поверх Георгіївського храму займає церква святих Бориса і Гліба — так звана балконна церква. Тут з лівого боку іконостасу розміщено кіот з іконою Святої Трійці. У нижній частині великої ікони є старовинний маленький образок, написаний на священному мамврійському дубі та освячений на Животворчому Гробі Господньому в Єрусалимі. Третя, підземна церква — церква Параскеви П'ятниці. Саме тут і міститься козацька усипальниця — чотириметрове кам'яне склепіння зі скляним саркофагом. Тут покояться рештки тих, хто загинув на полі Берестецької битви 1651 року.

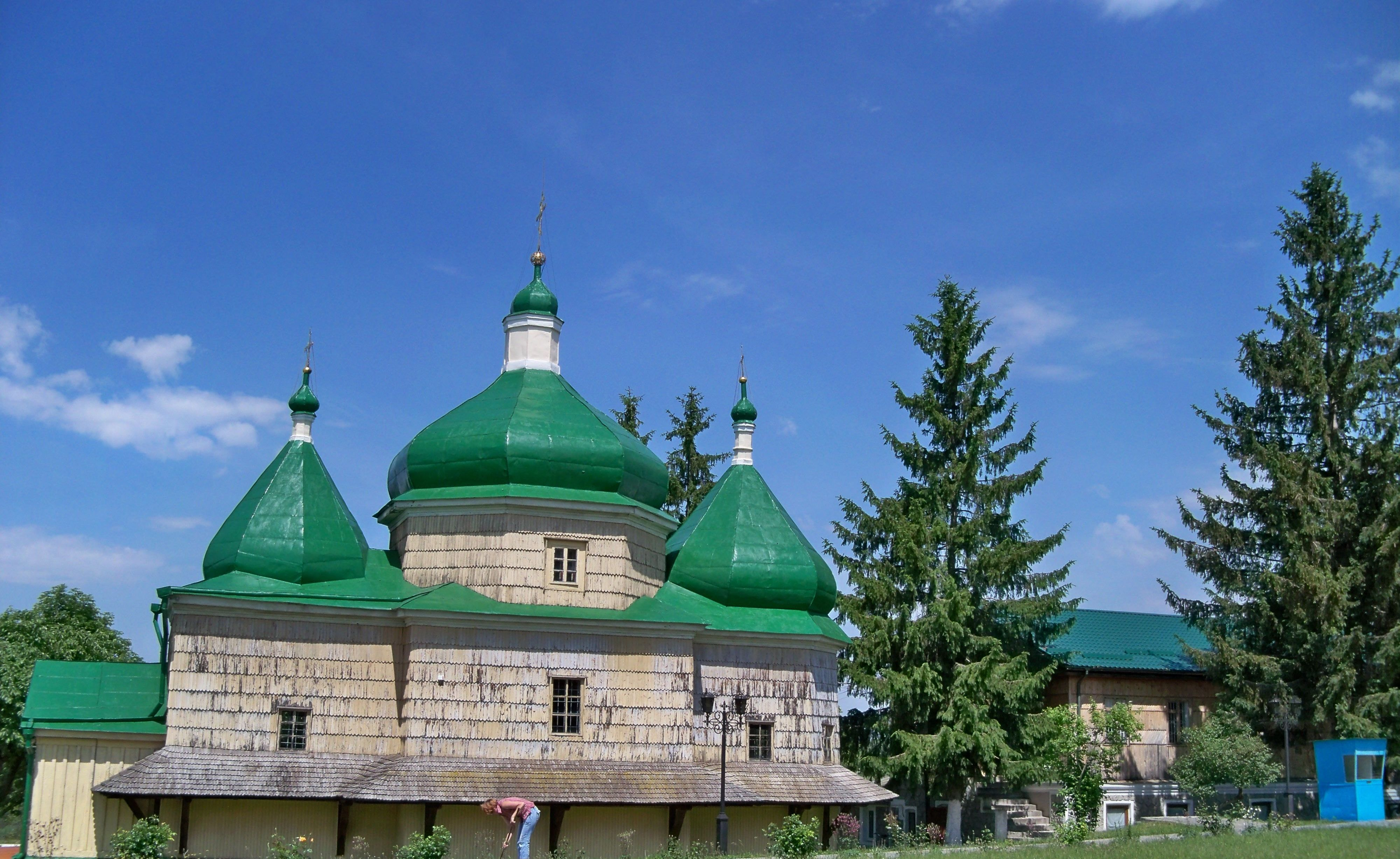
Михайлівський храм
Церква Святого Михаїла у Пляшевій стоїть понад 100 років. Долю храму можна поділити на два періоди. Перший пов'язаний безпосередньо з подіями під Берестечком 1651 року, другий — із заповідником «Козацькі могили», куди церкву перенесли з сусіднього села Острів. Проте існує в переказах і третій період існування храму. Виявляється, що спочатку церква Святого Михаїла була зведена у селі Теслугів Радивилівського району. У цьому селі у XVI столітті жив Іван Журавницький, якого вважають основоположником сатиричного вірша в українській літературі. Журавницький за свою в'їдливу сатиру заплатив життям. У церковних книгах знайдено запис, що Журавницького поховали у власному маєтку в Теслугові при храмі Святого Михаїла. Імовірно, що згодом теслугівську церкву розібрали та продали до Острова як основу для нового храму.
Стараннями острівського священника Івана Береговича постала церква Святого Михаїла. А вже через рік храмові судилось опинитись в епіцентрі історичних подій. 20 червня митрополит Іосааф благословив українське козацтво перед боєм. Митрополит також проявив героїзм у битві під Берестечком. Коли козаки, зраджені Іслам Гіреєм, відступали, митрополит Іосааф вийшов до польського війська з піднятим над головою хрестом, намагаючись у такий спосіб зупинити наступ. Священнослужитель загинув від польської стріли. Король Речі Посполитої Ян ІІ Казимир був вражений мужністю митрополита, тож наказав поховати його з усіма почестями під бабинцем Свято-Михайлівської церкви.
В 1912 році церкву Святого Михаїла розібрали та перенесли на острів Журавлиха, де й розташований заповідник «Поле Берестецької битви». За переказами, назва острова походить від двох слів: «жура» та «лихо». Після бою поле буквально було усіяне кістьми полеглих тут вояків. Селяни виорювали кістки плугами через 100 і навіть 200 років після битви.
Церква Святого Михаїла у Пляшевій з'єднана підземним ходом зі Свято-Георгіївським храмом, де у саркофагах містяться останки українських і польських вояків. Головною окрасою Михайлівської церкви є дерев'яний різьблений іконостас XVII—XVIII століть, старовинні ікони «Господь Саваоф», «Святий мученик Агафонік». Остання ікона — це подарунок церкві на день її відкриття. Символічно, що день мученика Агафоніка (10 липня) збігається з днем одного з найкривавіших і водночас найгероїчніших боїв Берестецької битви. Ще один старовинний образ «Святої Великомучениці Варвари» подарував ієромонах Олексій, який зцілився тут від важкої недуги. Сьогодні храм частково відреставрований, проте богослужіння тут проводиться лише на престольне свято архістратига Михаїла.

### Національний історико-меморіальний заповідник «Поле Берестецької битви»
Відомий також як «Козацькі Могили». Це комплекс пам'яток в селі Пляшева Рівненської області, місце вшанування пам'яті тисяч козаків і селян, що брали участь у Берестецькій битві 1651 року під час національно-визвольної війни під проводом Богдана Хмельницького.

### Заповідне урочище Козацькі могили

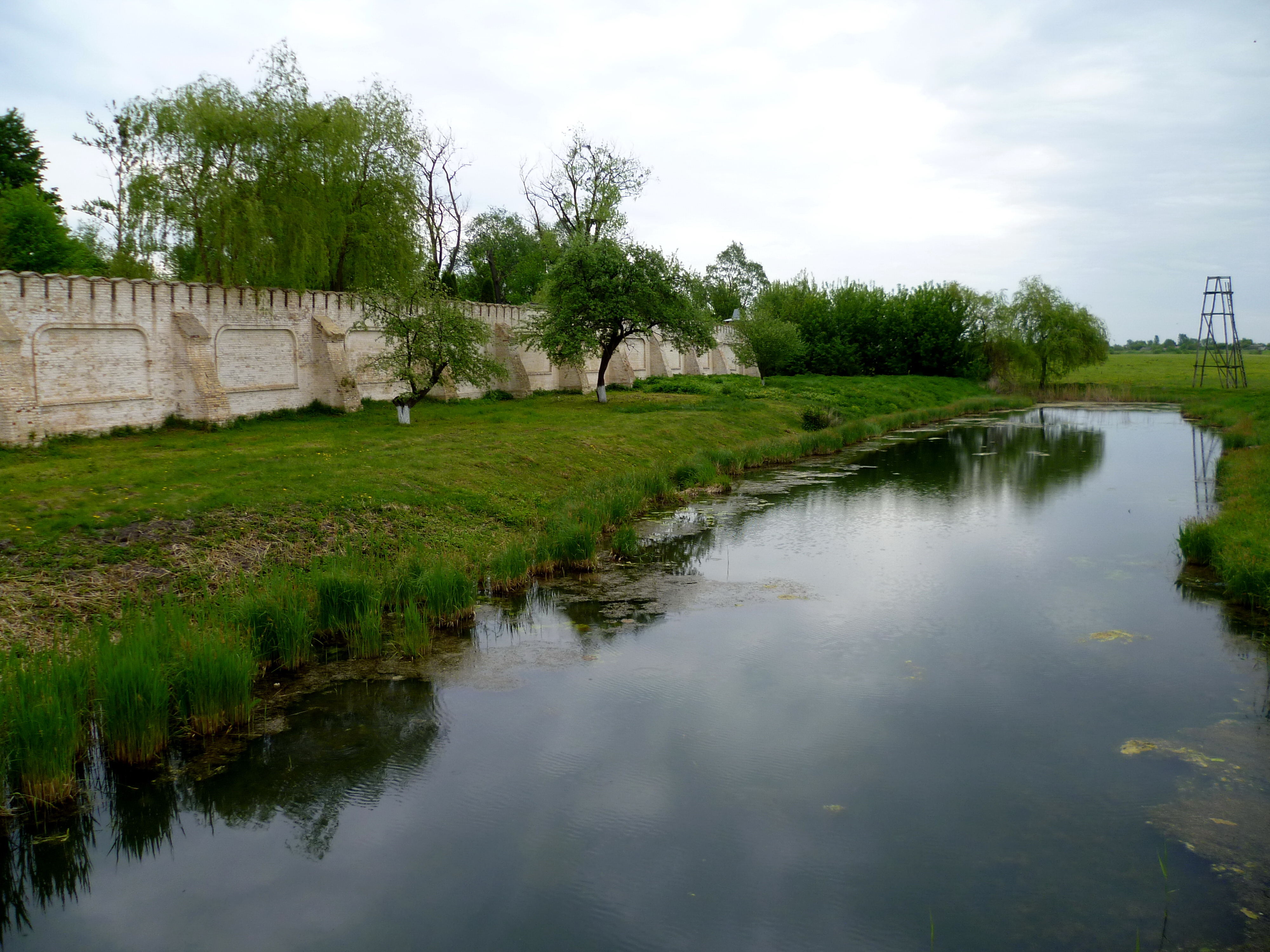
Перед входом на територію заповідника

Болотне заповідне урочище місцевого значення в Україні. Розташоване на території Пляшівської сільської ради поблизу краєзнавчого музею «Козацькі могили» в селі Пляшева.

## Відомі люди
- Жучкова Раїса Іванівна (нар.) — ветеран німецько-радянської війни. Нагороджена медалями «За бойові заслуги», «За перемогу над Німеччиною у Великій Вітчизняній війні 1941—1945 рр.».[27]
- Зубрицький Андрій Сергійович — випускник Пляшевського ліцею, учасник АТО, командир підрозділу батальйону «Донбас-Україна».[28]
- Скруха Світлана Ананіївна — талановита поетеса із села Пляшева. Працює науковим співробітником у Національному історико-меморіальному заповіднику «Поле Берестецької битви». Автор збірок поезій «Під містечком Берестечком» (2007, 2011) та «Хліб і сіль землі» (2010).[29][30]
- Лотоцький Павло Якубович — Заслужений працівник культури України, директор музею-заповідника «Козацькі Могили».[31] Саме завдяки йому музей-заповідник посів почесне місце у пантеоні слави України. 23 вересня 1995 року Указом Президента України П. Я. Лотоцькому присвоєно звання Заслуженого працівника культури України.
- Доан Світлана Іванівна — професор кафедри епідеміології, доктор медичних наук. У 2001 році захистила кандидатську, 2007 року — докторську дисертацію зі спеціальності «епідеміологія». 2004 року їй присвоєно вчене звання старшого наукового співробітника з тієї ж спеціальності. З  2007 року працює на посаді професора кафедри епідеміології НМУ імені О. О. Богомольця. Кваліфікований фахівець з питань епідеміології та профілактики ентеровірусних інфекцій, у тому числі поліомієліту. Брала безпосередню участь у реалізації програми ерадикалії поліомієліту в Європейському регіоні ВООЗ, в організації та проведенні заходів масової імунізації проти поліомієліту (1998 р.), на теперішній час — у підтримці статусу України як території, вільної від поліомієліту. Результати її наукових досліджень лягли в основу численних методичних і нормативних документів, які широко впроваджені в практику санітарно-епідеміологічної служби. Нині займається проблемами вірусології, імунології, епідеміології, лабораторної діагностики, профілактики, лікування ВІЛ-інфекції та ВІЛ- асоційованих інфекцій, грипу та інших респіраторних захворювань. За  період наукової діяльності опублікувала понад 133 наукові роботи. У 2005 році за вагомий внесок у розвиток вітчизняної науки отримала почесну грамоту АМН України, у 2008 р. — почесну грамоту МОЗ України.[32]